# Arbroath Football Club
Maillots
Dernière mise à jour : 16 décembre 2023.
Le Arbroath Football Club est un club écossais de football fondé en 1878 et basé à Arbroath. Le club évolue en Scottish Championship pour la saison 2019-2020. L'Arbroath FC joue ses matchs au Gayfield Park depuis 1880. Le maillot domicile arbore des bandes de couleur marron, ce qui vaut au club le surnom "The Red Lichties" en raison de la lumière rouge qui guidait les bateaux de pêche de retour de la Mer du Nord jusqu'au port du burgh. Les Red Lichties entretiennent une rivalité de longue date avec le club voisin de Montrose.

## Historique
La réalisation la plus remarquable de l'Arbroath FC est de détenir le record du monde de la plus grande victoire en match officiel, sur le score de 36 - 0 en Coupe d'Écosse face au Bon Accord FC, le 12 septembre 1885 (supplanté par le score du match (149 - 0) entre l'AS Adema et le SO de l'Emyrne, le 31 octobre 2002).
- 1909 : 1re participation à la Central Football League
- 1925 : installation dans leur stade actuel, le Gayfield Park
- 1935 : 1re participation au championnat de 1re division (saison 1935/36)
- 2019 : Le club est champion de la Scottish League One (D3), gagnant ainsi la promotion au Championship (D2).
- 2024 : Le club est relégué au Scottish League One (D3).

## Palmarès et records

### Palmarès
| Championnats nationaux | Coupes nationales | Compétitions régionales/de jeunes |
| - Championnat d’Écosse de D1 (0) : - Meilleur classement : . - Championnat d’Écosse de D2 (0) : - Vice-champion : 1935, 1959, 1968 et 1972. - Championnat d’Écosse de D3 (1) : - Champion : 2019 - Vice-champion : 2001 et 2012. - Championnat d’Écosse de D4 (2) : - Champion : 2011 et 2017. - Vice-champion : 1998 et 2007. | - Coupe d’Écosse (0) : - Meilleure performance : demi-finaliste en 1947. - Coupe de la Ligue d'Écosse (0) : - Meilleure performance : demi-finaliste en 1960. - Scottish Challenge Cup (0) : - Meilleure performance : demi-finaliste en 2013. - Scottish Qualifying Cup (1) : - Vainqueur : 1903. - Finaliste : 1899 et 2012. | - Forfarshire Cup (17) : - Vainqueur : 1884, 1888, 1889, 1893, 1896, 1897, 1899, 1900, 1907, 1914, 1921, 1924, 1934, 1936, 1937, 1939, 1940, 1958, 1994 et 1996. - Finaliste : 1886, 1898, 1902, 1905, 1906, 1910, 1911, 1915, 1925, 1926, 1935, 1945, 1948, 1949, 1952, 1954, 1962, 1963, 1969, 1977, 1989, 2007 et 2015. - Scottish Youth Cup (0) : - Meilleure performance : demi-finaliste en 2013. |

## Joueurs et personnalités du club

### Entraîneurs
Le tableau suivant présente la liste des entraîneurs du club depuis 1927.
| Rang | Nom             | Période   |
| ---- | --------------- | --------- |
| 1    | Bob McGlashan   | 1927-1946 |
| 2    | Archie Anderson | 1946-1949 |
| 3    | Alec Cheyne     | 1949-1955 |
| 4    | Tommy Gray      | 1955-1957 |
| 5    | Chris Anderson  | 1957-1960 |
| 6    | John Prentice   | 1960-1962 |
| 7    | Bert Henderson  | 1962-1980 |
| 8    | Ian Stewart     | 1980-1982 |
| 9    | George Fleming  | 1982-1985 |
| 10   | Jimmy Bone      | 1985-1987 |

| Rang | Nom                         | Période   |
| ---- | --------------------------- | --------- |
| 11   | John Young                  | 1987-1990 |
| 12   | Ian Gibson                  | 1990-1991 |
| 13   | Walter Borthwick            | 1991      |
| 14   | Mickey Lawson               | 1991-1992 |
| 15   | Danny McGrain               | 1992-1994 |
| 16   | Jocky Scott                 | 1994      |
| 17   | George Mackie & Donald Park | 1994      |
| 18   | George Mackie               | 1995      |
| 19   | John Brogan                 | 1995-1996 |

| Rang | Nom            | Période   |
| ---- | -------------- | --------- |
| 20   | Tommy Campbell | 1996-1997 |
| 21   | Dave Baikie    | 1997-2000 |
| 22   | John Brownlie  | 2000-2003 |
| 23   | Stevie Kirk    | 2003-2004 |
| 24   | Harry Cairney  | 2004-2005 |
| 25   | John McGlashan | 2005-2009 |
| 26   | Jim Weir       | 2009-2010 |
| 27   | Paul Sheerin   | 2010-2014 |
| 28   | Allan Moore    | 2014-2015 |
| 29   | Todd Lumsden   | 2015      |

### Anciens joueurs
- Bobby Russell
- Dave Smith
- Willie Mathieson
- Hamish McAlpine
- Andy Dow
- Colin McGlashan